# Tom Hooker
Tom Hooker ou Thomas Barbey (nascido Thomas Beecher Hooker em 18 de novembro de 1957, em Greenwich, Connecticut) é um cantor, compositor e fotógrafo estadunidense. Algumas de suas canções de sucesso foram "Looking for Love" (#6 na Itália), "Atlantis" (#20 na Itália), "Help Me" (#31 na Itália) e "Feeling Okay" (#31 na Itália).
Tom escreveu a canção "USSR", que foi gravada por Eddy Huntington. Tom Hooker também é o verdadeiro vocalista de algumas canções lançadas por Den Harrow.